# Taur (zodie)
Taurul (♉) este un semn astrologic, care este asociat cu constelația Taur. Soarele este în constelația Taur din 20 aprilie până în 21 mai, iar după astrologia siderală din 15 mai până în 16 iunie.